# Fredy Dinkel
Fredy Dinkel (* 1957) ist ein Schweizer Politiker (Grüne).

## Leben
Fredy Dinkel studierte an der ETH Zürich Physik und promovierte im Bereich der Polymerphysik. Er ist Mitinhaber der Carbotech AG in Basel, bei der er von 1990 bis zu seiner Pensionierung als Projektleiter im Bereich Umweltberatung tätig war. Er ist registrierter Umweltauditor und war als Dozent an der Fachhochschule Nordwestschweiz FHNW und an der SAQ-Qualicon in Olten sowie als Ausbilder bei verschiedenen nationalen und internationalen Organisationen tätig. Seit seiner Pensionierung betreut er noch kleinere Mandate. Er ist verheiratet, Vater von zwei Kindern und lebt in Ziefen.

## Politik
Nach dem Rücktritt von Meret Franke und dem Verzicht von Anna Ott und Verena Baumgartner konnte Fredy Dinkel 2021 in den Landrat des Kantons Basel-Landschaft nachrücken. Er ist seit 2022 Mitglied der Finanzkommission.
Fredy Dinkel war Vorstandsmitglied des Netzwerks Ressourceneffizienz Schweiz Reffnet. Er ist Verwaltungsratspräsident der Carbotech AG sowie der Nordwest Immobilien AG. Dinkel ist Stiftungsrat der Carbotech Stiftung in Basel sowie der ecoloc Stiftung in Basel.